# Favourite Worst Nightmare
Favourite Worst Nightmare ist das zweite Studioalbum der britischen Band Arctic Monkeys. Vor der weltweiten Veröffentlichung wurde es am 18. April 2007 bereits in Japan veröffentlicht. Der Titel des Albums stammt aus einer Songzeile von „D is for Dangerous“.
Nach dem Ausstieg von Andy Nicholson war es das erste Album der Arctic Monkeys mit dem neuen Bassisten Nick O’Malley.

## Titelliste
Texte und Musik wurden von Alex Turner geschrieben, wenn nicht gesondert angegeben.
1. Brianstorm – 2:50 (Singleauskopplung, Video von Huse Monfaradi[4])
2. Teddy Picker – 2:43 (Singleauskopplung, Video von Roman Coppola[5])
Der Titel Teddy Picker bezieht sich auf ein mechanisches Spiel, bei dem Stofftiere und andere Gegenstände mit einem Greifarm, den der Spieler steuert, ergriffen werden sollen. Der Song beinhaltet eine Anspielung auf „Save a prayer“ von Duran Duran.[6]
3. D is for Dangerous – 2:16
4. Balaclava – 2:49
5. Fluorescent Adolescent (Text: Alex Turner, Johanna Bennett) – 2:57 (Singleauskopplung, Video von Richard Ayoade[7])
Den Text schrieb Turner zusammen mit seiner Ex-Freundin über Leute an ihrer ehemaligen Schule.[8]
6. Only Ones Who Know – 3:02
7. Do Me a Favour – 3:27
8. This House is a Circus – 3:09
9. If You Were There, Beware – 4:34
10. The Bad Thing – 2:23
11. Old Yellow Bricks (Musik: Alex Turner, Jon McClure) – 3:11
12. 505 – (4:13)
Enthält ein Sample aus Ennio Morricones Zwei glorreiche Halunken und ist nach Angaben von Turner das erste richtige Liebeslied der Band. Miles Kane, mit dem Turner später die Band The Last Shadow Puppets gründete, spielt bei 505 zusätzliche Gitarre.[9]

Da Frame 2R (2:20) und Matador (4:57) waren Bonustracks einer japanischen Auflage.

## Resonanz in den Medien

### Stilbeschreibung
Auch das Zweitwerk der Arctic Monkeys wurde mit klanglichen Vorbildern wie The Libertines und The Strokes, aber auch mit The Jam, The Clash und The Smiths in Verbindung gebracht.

### Kritische Würdigung
Favourite Worst Nightmare erhielt einen Metascore von 82. laut.de vergab 4/5 Punkte und lobte, dass die Band es sich nicht dadurch einfach gemacht habe, den erfolgreichen Vorgänger zu kopieren und lediglich Erwartungshaltungen zu befriedigen, sondern möglicherweise etwas weniger eingängige Songs geschaffen habe. Das sei „aller Ehren wert.“ (Mathias Möller: Arctic Monkeys: Favourite Worst Nightmare)
Der NME bezeichnete Favourite Worst Nightmare als das meisterwartete Album seit dem Zweitling von The Stone Roses, das aber die Erwartungen erfüllen könne. Dem Album wurde Größe attestiert, und es bekam dort 9/10 Punkte. Q äußerte, dass nicht nur die Songs besser geworden seien, sondern auch ihr Vortrag. The Guardian vergab mit 5/5 Punkten die volle Punktzahl und verortete die Band an der Spitze der eigenen und jeder anderen Liga. Die Spex würdigte das Album als „gelungener Nachwurf mit gleichzeitiger musikalischer Erweiterung.“ (René Hamann: Arctic Monkeys – Favourite Worst Nightmare)
Es gab jedoch auch Kritik. So stellte Plattentests.de fest, dass Favourite Worst Nightmare weder das Gefühl der Unbesiegbarkeit des Debütalbums ausstrahle, noch der Band nennenswert Neues eingefallen sei. Noripchord bemerkte Toben und Enthusiasmus, vermochte aber wenig Substanz zu finden und vergab lediglich 4/10 Punkte.

## Rezeption

### Preise
Favourite Worst Nightmare wurde bei den Brit Awards 2008 als bestes britisches Album ausgezeichnet. Im gleichen Jahr gewannen die Arctic Monkeys auch den Preis als beste britische Band. Favourite Worst Nightmare war für den Mercury Music Prize 2007 nominiert, konnte sich aber nicht gegen das Album „Myths of the near future“ von den Klaxons durchsetzen.

### Bestenlisten
Auch in der Jahresrangliste des NME musste sich Favourite Worst Nightmare den Klaxons geschlagen geben und belegte Platz 2. Beim Leserpoll des Musikexpress belegte das Album Platz 4, während es im Jahresrückblick der Redaktion Platz 7 belegte. Im Leserpoll der Spex belegte das Album Platz 21 und beim Leserpoll der Intro Platz 14.
In der Rangliste der besten britischen Album aller Zeiten, die Q im Mai 2008 veröffentlichte, belegte Favourite Worst Nightmare Platz 42. In der Jahresliste des Mojo kam das Album auf Platz 4 und bei Uncut auf Platz 2. Im Jahrespoll von Spin erreichte es Platz 19, und im Pazz & Jop Poll 2007 der Village Voice belegte es Platz 65.

## Kommerzieller Erfolg

### Chartplatzierungen
| ChartsChartplatzierungen       | Höchstplatzierung | Wochen |
| ------------------------------ | ----------------- | ------ |
| Deutschland (GfK)              | 2 (9 Wo.)         | 9      |
| Österreich (Ö3)                | 6 (8 Wo.)         | 8      |
| Schweiz (IFPI)                 | 6 (14 Wo.)        | 14     |
| Vereinigte Staaten (Billboard) | 7 (8 Wo.)         | 8      |
| Vereinigtes Königreich (OCC)   | 1 (122 Wo.)       | 122    |

| ChartsJahrescharts (2007)    | Platzierung |
| ---------------------------- | ----------- |
| Vereinigtes Königreich (OCC) | 8           |

| ChartsJahrescharts (2022)    | Platzierung |
| ---------------------------- | ----------- |
| Vereinigtes Königreich (OCC) | 91          |

| ChartsJahrescharts (2023)    | Platzierung |
| ---------------------------- | ----------- |
| Vereinigtes Königreich (OCC) | 81          |

### Auszeichnungen für Musikverkäufe
Am ersten Tag nach der Veröffentlichung verkaufte Favourite Worst Nightmare im Vereinigten Königreich 85.000 Exemplare, was das Album dort zum schnellstverkauften Album des Jahres machte. Das Album verkaufte in der ersten Woche mehr als der Rest der Top 20 zusammen. Wegen der allgemeinen Aufregung über die Arctic Monkeys konnten sich in dieser Woche 18 Songs der Band in den Top 200 der UK-Charts platzieren. Insgesamt konnte es nicht ganz an die 360.000 verkauften Tonträger des Debütalbums anschließen, das bereits am ersten Tag 118.501 Exemplare verkaufen konnte. Auch bezogen auf Vorbestellungen war das Album das meistverkaufte Album des Jahres 2007 in Großbritannien.
In den Vereinigten Staaten konnte das Album in der ersten Woche 44.000 Exemplare verkaufen, womit der Erfolg des Debüts um 10.000 Exemplare übertroffen wurde.
| Land/Region                  | Auszeichnungen für Musikverkäufe (Land/Region, Auszeichnung, Verkäufe) | Verkäufe  |
| ---------------------------- | ---------------------------------------------------------------------- | --------- |
| Australien (ARIA)            | Gold                                                                   | 35.000    |
| Dänemark (IFPI)              | 2× Platin                                                              | 40.000    |
| Europa (Impala)              | Diamant                                                                | (250.000) |
| Italien (FIMI)               | Platin                                                                 | 50.000    |
| Japan (RIAJ)                 | Gold                                                                   | 100.000   |
| Neuseeland (RMNZ)            | Platin                                                                 | 15.000    |
| Vereinigtes Königreich (BPI) | 4× Platin                                                              | 1.200.000 |
| Insgesamt                    | 2× Gold · 8× Platin · 1× Diamant ·                                     | 1.440.000 |

Hauptartikel: Arctic Monkeys/Auszeichnungen für Musikverkäufe